# Nadira (cratère)
Nadira est un cratère de la planète Vénus situé à une latitude de 44,1° N et une longitude de 201,5° E. Ce cratère possède un diamètre de 31,4 kilomètres. Son nom est tiré de celui de Nadira, poétesse ouzbèke (1791–1842),.